# 谢丝蒂·图恩
谢丝蒂·图恩（挪威語：Kjersti Thun，1974年6月18日—），挪威女子足球运动员。她曾入选1996年和2000年夏季奥林匹克运动会挪威女子足球队名单，但均未上场参赛。